# Liriomyza flaviantennata
Liriomyza flaviantennata är en tvåvingeart som beskrevs av Spencer 1966. Liriomyza flaviantennata ingår i släktet Liriomyza och familjen minerarflugor. Inga underarter finns listade i Catalogue of Life.